# Chilostoma hemonica
Chilostoma hemonica is een slakkensoort uit de familie van de Helicidae. De wetenschappelijke naam van de soort is voor het eerst geldig gepubliceerd in 1884 door Thiesse.